# Павийски чертог
Павийският чертог (на италиански: La Certosa di Pavia, Ла Чертоза ди Павия) или Манастир „Санта Мария деле Грацие“ (Gratiarum Carthusia - Monastero di Santa Maria delle Grazie), е монументален исторически комплекс, включващ манастир и светилище. Намира се в градчето Чертоза ди Павия в Северна Италия, на ок. 8 км от град Павия.
Построен е в края на XIV век по заповед на Джан Галеацо Висконти, първи херцог на Милано, в изпълнение на обета на съпругата му Катерина Висконти от 8 януари 1390 г. и като гробница-мавзолей на династията Висконти. Комплексът е завършен за около 50 години. Съчетава различни стилове – от Късна италианска готика до Ренесанс и може да се похвали с архитектурни и художествени приноси на различни майстори от онова времеː Бернардо да Венеция – неговият оригинален дизайнер заедно с Марко Солари и Джакомо да Кампионе, както и Джовани Солари и неговият син Гуинифорте Солари, Джовани Антонио Амадео, Кристофоро Ломбардо и др.
Първоначално поверена на картезианския орден, след това на цистерцианския и за кратък период на бенедиктинския, след обединението на Кралство Италия чертогът е обявен за национален паметник през 1866 г. и е придобит като държавна собственост от Италианската държава, както и всички художествени и църковни имущества в него. От 1968 г. е домакин на малка цистерцианска монашеска общност. В други сгради – част от монументалния комплекс, се помещават централата на Музея на Павийския чертог и местната станция на карабинерите.

## История
Изграждането на Павийския чертог е започнато от Джан Галеацо Висконти, херцог на Милано, който полага основния камък на 27 август 1396 г. След като става херцог през 1395 г. и след тласъка, даден през 1386 г. на изграждането на Миланската катедрала, издигането на чертога, за който Висконти похарчва огромни суми, представлява инструмент на авторитет и престиж, който се конкурира с другите италиански дворове от онова време. Там би трябвало да бъде поставен и монументалният гроб на херцога, за който той оставя точни разпоредби, изпълнени само частично почти век след смъртта му.
Чертогът също е резултат от напрежението, създадено от новите стремежи и политически идеали на Джан Галеацо, вече ориентирани монархически. През 1385 г. той сваля чичо си Бернабо Висконти с държавен преврат и обединява владенията на Висконти под свое управление. Подобно на баща си Галеацо II той живее и поддържа двор в Павия, извиквайки така спомена (чийто наследник възнамерява да бъде) за лангобардските крале и Италианското кралство, поставили центъра на своето управление в кралския дворец на Павия. През 1386 г., желаейки да подчертаят своята централна роля, поставена под съмнение от решенията на господаря, жителите на Милано решават да построят нова сграда: Миланската катедрала. Отношенията между Джан Галеацо и висшето ръководство на строежа (избрано от гражданите на Милано) често са напрегнати: господарят възнамерява да превърне катедралата в пантеон на династията Висконти, вмъквайки погребалния паметник на баща си Галеацо II в централната ѝ част, но това среща силната съпротива както на отговорните за строежа, така и на миланците, които искат да подчертаят автономията си. Възниква сблъсък, който принуждава Джан Галеацо да реши да основаве нова строителна площадка, предназначена изключително за династията Висконти: Павийският чертог, към която, безскрупулно, той назначава на няколко пъти много служители строителната площадка на катедралата, дори такива на високо ниво, като Джакомо да Кампионе или Джованино де Граси. В намеренията на херцога Миланската катедрала е църквата на благородниците, хората, занаятчийските и търговските гилдии на Милано, а Павийският чертог е израз на новата държавна форма: Херцогството.

### Географско положение
Манастирът се намира на ръба на древния римски път, който свързва Павия с Милано (Вия Медиоланум-Тицинум) – много плодородна област, пресечена от множество канали и водни пътища, в епохата на комуните богата на селища, мелници, укрепени ферми и замъци. След завладяването на Павия от Висконти (1359 г.), изграждането на замъка Висконти, където Галеацо II премества двора си през 1365 г., и създаването на големия парк на Висконти (който се простира на над 22 km²) северно от града, структурата на района е силно променена: няколко замъка (като замъка Мирабело) са иззети от Висконти, някои от тях са разрушени, древният римски път е отклонен и зоната, оградена от вътрешността на периметърът на парка, е запазен изключително за Висконти и техния двор. Първоначално местоположението на манастира съвпада със северния край на парка Висконти на замъка в Павия, от който днес е останала само следа в парка Вернавола близо до Вернавола и в Гарцае дела Карола и Гарцае ди Порта Киоса северно от Павия, които обаче вече не са свързани със замъка и чертога. Възможно е да се види този парк на барелефа „Освещаване на Чертога“, поставен над входния портал на църквата на Чертога, където са видими границите, ограничени от стените, горите, водните пътища и сградите (сред които се разпознават замъкът Мирабело и годи в Павия). Местоположението е стратегическо: по средата между Милано, столицата на херцогството, и Павия, вторият по важност град, където херцогът е израснал и където се намира дворът, в замъка на Висконти. Мястото, избрано за основаването, е гора в най-северната част на древния парк на Висконти – ловен резерват на господарите на Ломбардия.

### Начало на строителството
Строителството е изпълнено по проект, произтичащ от обета, издаден под формата на завещание през 1390 г. от втората съпруга на Джан Галеацо, Катерина Висконти. Първата ѝ бременност протича зле: ражда дъщеря, която умира през юни 1385 г. Двойката се заклева пред Богородица да даде на всяко родено дете второто име „Мария“. През 1388 г. се ражда и оцелява Джовани Мария. Когато наближава ново раждане на 8 януари 1390 г., Катерина се заклева да построи чертог близо до Павия, ако оцелее в новото, ужасно за нея преживяване. Ражда дете, но то умира, макар че Катерина оживява и спазва обета си. Впоследствие през 1392 г. се ражда синът им Филипо Мария.
Проектът за изграждане на чертога е поверен на Бернардо да Венеция и Кристофоро да Кониго, които ръководят работите до смъртта на херцог Джан Галеацо през 1402 г. Церемонията по полагането на първия камък е тържествено отбелязана в присъствието на херцога и много професори и студенти от Павийския университет на 27 август 1396 г. Събитието последва точно определен династичен ритуал: пред очите на епископите на Павия, Новара, Фелтре и Виченца Джан Галеацо предава основния камък първо на Джовани Мария Висконти, а след това на Филипо Мария Висконти като знак за предаване на херцогската власт. Бартоломео Серафини, приор на чертога от 1398 до 1409 г., е призован да ръководи работите.
По време на първата фаза на работите монасите пребивават в древния замък Торе дел Мангано и в замъка Карпиано (или Гранджа) – една от многото територии, оставени на монасите от Джан Галеацо, и след това заемат монашеската среда, която е първата построена. Джан Галеацо Висконти също дарява на Църквата и градчетата Бинаско, Маджента, Бофалора и Сан Колумбано, през 1397 г. Селванеско и Марчиняго, а през 1400 и Вигано.
Според хипотезата на Лука Белтрами първите подпори на клоатърите, очакващи по-достойни архитектурни решения, са квадратните тухлени стълбове. Религиозните функции са временно отслужени в трапезарията – единственото помещение с подходящ размер, за да побере цялата картезианска общност, съставена от монаси и братя миряни.

### Продължаване на строителството през XV век
Със смъртта на херцога през 1402 г. работата спира. През 1412 г. вторият му син и наследник на херцогството, Филипо Мария Висконти, дава нов тласък на строителството, като поверява работата на Джовани Солари, който работи там от 1428 до 1462 г., дори след смъртта на Филипо Мария Висконти (1447 г.) и завладяването на херцогството от Франческо I Сфорца (1450 г.). През 1434 г. и 1454 г. са построени съответно вътрешният вестибюл и вторият вестибюл. След това работите преминават към сина на архитекта, Гуинифорте Солари, който работи там до 1481 г. По-късно Джовани Антонио Амадео ги продължава между 1481 и 1499 г. под ръководството на херцог Лудовико Сфорца „Мавъра“.
Църквата, предназначена да се превърне в династичен мавзолей на херцозите на Милано, е проектирана от самото начало с размери, по-големи от тези, които са построени до момента, с трикорабна структура, която никога не е използвана от Картезианския орден, и е построена последна в сравнение с другите структури на чертога. Корабът е проектиран в готически стил, а строителството му е завършено през 1465 г. Въпреки това влиянието на Ранния ренесанс вече е важно в Италия и затова Гуинифорте Солари, който ръководи работите между 1462 и 1481 г., придава по-ренесансов отпечатък на останалата част от църквата, с нейните сводести галерии и върхове (включително малкия купол), с теракотени детайли. И клоатърите са преустроени. Големият клоатър е окончателно реновиран през 1472 г.
Предвид липсата на мраморни и каменни кариери в околностите на чертога, около средата на XV век възниква проблемът с намирането на необходимия каменен материал за продължаване на строителната площадка. Картезианците, които се радват на значителни и постоянни доходи, гарантирани от огромните земеделски фондове, дарени от Джан Галеацо Висконти и неговите наследници на чертога, и благодарение както на финансовата, така и на политическата подкрепа на Сфорца, за разлика от други големи съвременни ломбардски строежи, като този на Миланската катедрала и този на Катедралата на Павия, никога не са придобивали собствени мраморни кариери, а винаги са разчитали на частни доставчици, разчитайки главно на строителната площадка на Миланската катедрала. Още през 1463 г. Милано доставя мрамор за капителите на клоатърите, а през 1473 г. е сключен договор между миланската площадка и монасите, благодарение на който миланците се задължават да гарантират непрекъснати доставки на мрамор и строителен камък на чертога. Контролът върху мрамора е поверен на Гунифорте Солари, който отговаря и за двата строителни обекта по това време. Материалите, които, подобно на тези за Миланската катедрала, се ползват с херцогско освобождаване от мита, достигат до чертога по канала Навилячо и се разтоварват в Бинаско, откъдето продължават с вагон до строителната площадка; след възстановяването на участък от навигация между Бинаско и Павия (1473 г.) е възможно да се разтоварят мраморите и камъните директно при чертога. Също през 1473 г. започва работа по облицовката и украсата на фасадата на църквата, за която картезианците решават да използват (уникален случай за Ломбардия) карарски мрамор, смятан по това време за по-ценен от този от Кандолия и чийто цената е по-висока от тази на други налични материали в района на Осола.
Още през 1476 г. картезианците установяват връзки с някои семейства на търговци и каменоломни от Карара, като Мафиоли, наематели на кариерите на маркизите Маласпина. Скъпоценният мрамор, след като е транспортиран до Карара, пристига с кораб, след като заобикаля Италия, в устието на река По, откъдето след това се връща с лодки до Павия. Освен това в началото на 1490 г. картезианците изпращат свой собствен агент в Луниджана – Джакомо Бони, снабден с писмо, написано от Лудовико Мавъра, с което моли местния господар Антонио Алберико II Маласпина да сътрудничи на Бони при набавянето на мрамор за фасадата на чертога и за надгробния паметник на Джан Галеацо Висконти. Трафикът на мрамор от Апуан към чертога е толкова голям, че самите картезианци го препродават на други ломбардски строителни обекти и по-специално на площадката на Миланската катедрала.
На 1 март 1474 г. внушително шествие от над 4000 души, включително религиозни лица, посланици, благородници, професори и обикновени хора, тръгващо от замъка на Павия, придружава праха на основателя Джан Галеацо Висконти през целия херцогски парк до Чертога; тържественото погребение е увековечено на барелефи на църковния портал.
На 3 май 1497 г. църквата е официално осветена от папския нунций пред голяма тълпа, но долната част на фасадата е завършена едва през 1507 г., а през XVI и XVII век са завършени трансептът и новата сакристия.
Интериорът на манастира съдържа произведения на изкуството от четири векаː XV - XVIII век.

### Мъжки картезиански манастир (1396 – 1782)
Картезианските монаси, които живеят там, първоначално са дванадесет, напълно затворени и обвързани с договор, който предвижда използването на част от доходите им (ниви, земя, доходи и т.н.) за изграждането на самия манастир. През XVIII век манастирът е собственик на големи имоти (отчасти вече дарени от Джан Галеацо Висконти и неговите наследници), разпръснати в плодородната провинция между Павия и Милано, като Бадиле, Батуда, Бернате, Бинаско, Бофалора (тук монасите имат няколко сгради, разположени тези сгради са използвани покрай Големия канал (Навильо Гранде) – воден път, който през вековете е използван и за транспортиране на материалите, необходими за изграждането на чертога; такива сгради служат и за складове, таверни и до 1775 г. за управление на пощенските услуги покрай канала), Боргарело, Карпиано (замъкът Карпиано и църквата „Сан Мартино“ също са собственост на монасите), Карпиняно, Милано, Джовенцано, Графиняна, Ландриано, Маджента, Марчиняго, Опера, Паирана, Пастурага, Куинтосале, Сан Коломбано (където също контролират замъка Сан Коломбано) Торе дел Мангано, Трецано, Велецо, Видигулфо, Вигано Чертозино (където манастирът също има подслон), Виджентино, Виламаджоре, Вилантерио, Вилареджо и Дзеконе, които заедно са 2325 хектара напояваема земя. Освен това Чертогът е собственик на голям дворец с градина и ораторий в Милано – в енорията Сан Микеле ала Киуза, на дворец и на църквата „Санта Мария д'Онисанти“ в Павия и от втората половина на XVII век, на голяма земеделска компания, специализирана в производството на вино, с дворец (наречен Чертоза Канту) в Кастеджо. Благодарение на голямата си земя и недвижими имоти Чертогът е най-богатата църковна организация в Миланското херцогство между XVII и XVIII век.
През октомври 1524 г. френският крал Франсоа I спира в чертога, преди да започне обсадата, която ще завърши с битката при Павия през 1525 г. През 1560 г. генералният приор на картезианците Пиеро Сарде разрешава инсталирането на подходящо оборудване за отпечатване на мисали и хорали и на 28 август приканва всички картезианци в Италия да се снабдяват изключително с продуктите на новата печатарска къща (първата книга "Breviarium Carthusiensis" е отпечатана през 1561 г.). През 1565 г., с различните архитектурни разширения, като изграждането на големия манастир, живущите там картезианци се удвояват (24 души) и оттук и 24-те големи молитвени килии на два етажа, оборудвани с малка вътрешна градина.
Възлагането на важни произведения на изкуството също продължава в епохата на Барока по време на кардинал Федерико Боромео, с изграждането на т. нар. Херцогски дворец от Рикини и поръчването на произведенията на главните милански художници от онова време: Морацоне, Черано, Франческо Кайро и Даниеле Креспи.

### Закриване и създаване на мъжкия цистерциански манастир (1782 – 1798)
Манастирът „Санта Мария деле Грацие“ е закрит на 16 декември 1782 г. Картезианските монаси са прогонени през 1782 г. от император Йозеф II, който конфискува активите на всички съзерцателни ордени в неговите владения. Сред причините, дадени за закриването му, е неуспехът на монасите да дарят огромните приходи, дарени на манастира от херцог Джан Галеацо Висконти, в полза на бедните и на свещените места, след като строителството на манастира е завършено.
Цистерцианският манастир „Санта Мария деле Грацие“ е основан през 1784 г., две години след закриването на картезианския манастир. През 1796 г., като отмъщение за бунта в Павия, оловното покритие на покрива на църквата е премахнато от французите, както и литургичните сребърни съдове и големият балдахин, покрити със златни люспи и скъпоценни камъни, използвани за процесията Corpus Domini. Манастирът е окончателно закрит през 1798 г., когато изпълнителната директория на Цизалпийската република, упълномощена със закон 19 florile година VI, взима за нацията имуществото и вещите, принадлежащи на цистерцианците от Павийския чертог. През същите години манастирският архив е пренесен в Милано и сега се съхранява в Държавния архив в града. Колекцията, която със своите 212 папки, е една от най-големите сред тези на разпуснатите църковни тела на Миланското херцогство, съхранявани в архива, съхранява документи от 1312 г.

### Кармелити, картезианци и отново цистерцианци (от 1798 г. до днес)
Манастирът преминава у кармелитите през 1798 г., страдайки от жестокото опустошение, причинено от войските на Наполеон, които нападат и унищожават някои художествени съкровища. През 1810 г. е окончателно затворен до 1843 г., когато картезианците се завръщат в него.
Със закон 3036 от 7 юли 1866 г. манастирът е обявен за национален паметник на Италия и църковните активи стават собственост на Кралство Италия, но до 1880 г. някои картезианци продължават да обитават манастира. През 1899 г. Антонио Мария Чериани, префект на библиотека „Амброзиана“, е натоварен със задачата да реорганизира библиотеката на манастира, която е в много лошо състояние. Той изпълнява тази задача, подпомаган от млад свещеник: Акиле Рати, бъдещият папа Пий XI.
През 1912 г. под ръководството на Лука Белтрами започва реставрационната работа на манастирския комплекс, улеснена от сътрудничеството със строителната площадка на Миланската катедрала, която предоставя много каменен материал на изгодна цена. По време на Първата световна война повечето от произведенията на изкуството в чертога са пренесени в Рим, за да се избегне рискът да бъдат повредени от военни събития, докато други, преценени като неподвижни, като кенотафът на Лудовико Сфорца „Мавъра“ и съпругата му Беатриче д’Есте, са покрити с чували с пясък. На 11 октомври 1930 г. папа Пий XI решава да повери мястото обратно на картезианците.
По време на фашизма манастирът е посетен веднъж от Бенито Мусолини на 31 октомври 1932 г. По време на Втората световна война сградата на чертога е покрита със скеле и чували с пясък, за да се предпази от евентуални бомбардировки. Джино Киеричи, ръководител на средновековното и модерно изкуство в Милано, подготвя първи екип за намеса в случай, че паметникът бъде повреден от войната. Именно в чертога е открито тялото на Мусолини, запазено в дървена кутия, увито в гумирани платнени торби, около година след разстрела му, на 12 август 1946 г. На следващата година картезианците напускат манастира. Той остава затворен до 1949 г., когато кармелитите отново се установяват там до 1961 г. След Втория ватикански събор Ватиканът решава да повери манастира отново на цистерцианците от конгрегацията Казамариензис (идващи от абатството „Казамари“), които се установяват там на 10 октомври 1968 г.
Днес Павйският чертог се управлява от цистерцианските монаси от Приората на Благословена Дева Мария от Чертоза Тичинезе под ръководството на приор Челестино Паренте. Тук те водят монашески живот, като се грижат също за обиколки с екскурзовод и продажба на свещени предмети и продукти, получени от селскостопанските фондове, с които е оборудван манастирът: ориз, мед, билкови чайове и лечебни билки, и някои ликьори, като Гоче Империали и Ночино.
В стаите в съседство с манастира се намира Музеят на Павийският чертог, който от май 2008 г. се управлява пряко от Управлението за историческо, художествено и етно-антропологично наследство на Милано.

## Описание
Достъпът до манастирския комплекс е през ренесансов вестибюл, изографисан отвътре и отвън. В избелелия входен люнет два ангела държат герба на поръчителя Джан Галеацо Висконти със змията на Висконти и царския орел. Горната украса, рисувана от Бернардино де Роси през 1508 г., е по-добре запазена. Вътре мраморна арка с растителни мотиви носи кръгове с изображенията на Джан Галеацо и Филипо Мария Висконти. Отстрани са светците Христофор и Себастиан от Бернардино Луини, последовател на Леонардо да Винчи. Целият интериор е покрит с ярко оцветени ренесансови мотиви и украсен с монограма GRA-CAR („Gratiarum Chartusia“, Certosa delle Grazie)

### Църква
Църквата има план на латински кръст, разделен на три кораба с апсида и трансепт, покрити с кръстати сводове върху островърхи арки, вдъхновени, макар и в по-малък мащаб, от пропорциите на Миланската катедрала. Всъщност трима архитекти на катедралата си сътрудничат по първия проект, дело на Бернардо да Венеция: Марко да Карона, Джакомо да Кампионе и Джованино де Граси.
Краищата на трансептите и главния параклис са уникални, състоящи се от параклиси с квадратен план, затворени от три страни с полукръгли апсиди, според решение на трилистник с вероятно класическо вдъхновение.
Оформлението на чертога има същото оформление като църквите „Санта Мария дел Кармине“ в Павия и в Милано, предходни творби на Бернардо да Венеция, но с допълнителен участък (травея), съответстващ на презвитерия и на всеки ръкав на трансепта. Оригиналният елемент от оформлението на наоса е съставен от трети „диагонален“ квадрат, който е добавен към двойния квадрат на основата на плана. С тази насложена рисунка се получават очертанията на осемлъчевата звезда или октограма (на немски acht-uhr или acht-ort, осем часа или осем места), която е изобразена навсякъде като символ на Мадона деле Грацие и чертога, с абревиатурата Gra-Car, дори върху подовите плочи.
Материалите използвани за градежа са смесени: пиластрите и долните части на стените са изградени от дялан камък, върху които горните части и сводовете са изградени от тухли. Техниката на изработка на сводовете е готически кръст. Сводовете на страничните кораби са резултат от комбинацията от пет напречни сечения и се отварят като „слушалки“ към централното пространство. Шестостранните сводове са изрисувани последователно с геометрични мотиви и звездно небе по проект на Бергоньоне, създател на всички живописни декорации от епохата на Ренесанса. Сводовете се поддържат от колони от греди с ясно готическо вдъхновение, докато арките за достъп до страничните параклиси на корабите вече имат класически дизайн с коринтски капители, свидетелстващи за прехода от Готика към Ренесанс. Авторът на цялата вътрешна архитектура е Джовани Солари, който ръководи строежа от 1428 до 1462 г., когато е наследен от сина си Гуинифорте; солари са херцогски инженери, които отговарят за големите проекти, поръчани от Сфорца от онези години, като например Миланската катедрала, болницата Маджоре и църквата „Санта Мария деле Грацие“ в Милано.

### Фасада
Първото решение на фасадата, по-трезво и с истински готически форми, дължащо се на Солари, може да се види представено във фреската на Бергоньоне Джан Галеацо, даряващ Чертога на Богородица. Въпреки това, когато само цокълът на този проект е завършен, той е поверен през 1491 г. на Джовани Антонио Амадео, който работи там до 1499 г., в сътрудничество с миланеца Джовани Антонио Пиати. След това Бриоско продължава в началото на XVI век, създавайки разкошния портал, а през втората половина на века Кристофоро Ломбардо изпълнява горната част на фасадата, характеризираща се с по-малко излишни орнаменти, също използвайки материали, които вече са били използвани преди това. Въпреки това дейността му също е прекъсната, без да бъде възобновена никога повече, така че централният увенчаващ фронтон не е построен, докато между 1552 и 1559 г. сицилианският скулптор Джован Анджело Марини (тогава работещ и на строителната площадка на Миланската катедрала) създава 30 статуи, които след това са поставени в горната част на фасадата.
Фасадата, създадена чрез наслагване на прости правоъгълници, е пълна с декорации – типичен процес за ломбардската ренесансова архитектура, и е направена главно от карарски мрамор и в по-малка степен от мрамор от Кандолия, камък от Варена, камък от Салтрио и в краищата на прозорците египетски червен порфир (последният вероятно получен от древни паметници).
В основата, която дизайнерите възнамеряват да представят класическата епоха, са вмъкнати медальони, изобразяващи известни личности от древността и митологични изображения. В тяхното създаване проличава вдъхновението от медалите от римската епоха, с профилно представяне на императори и алегорични изображения. Позоваването на мотиви от древното изкуство продължава в историческите пиластри, които над основата рамкират барелефи с евангелски и библейски епизоди и ниши със статуи на пророци. На това ниво богатата декорация покрива изцяло повърхността, без да оставя никакви свободни пространства. Флоралните и антични мотиви, като голи фигури или подвизите на Херкулес, се смесват с барелефи и статуи, създадени от различни майстори, участващи в работата. При липса на прецизна историческа документация приписването на авторството на отделните части се правят от критици въз основа на стилови детайли. Най-суровите и най-ъглови представяния се приписват на братята Антонио и Кристофоро Мантегаца, които се връщат към ферарския експресионизъм от средата на XV век. Горното ниво има изпъкнали контрафорси със статуи на апостоли, ангели и светци, редуващи се с четирите големи прозореца с колони, два от които са слепи. Двете нива са разделени от тъмен каменен корниз, който има в центъра светъл декоративен мотив от растителни спирали, фигури на фавни и древни медали, характерни за светските сгради на Павия от онова време, като Палат „Карминали Ботиджела“. Тези привличащи вниманието елементи, които разделят фасадата на хоризонтални ивици, допринасят за придаването ѝ на характерната плоска форма, противоположна на вертикалността на готическата архитектура от предходния период. В големите оформени прозорци с тяхната плътна, жива и екстравагантна декорация, въображението на Джовани Антонио Амадео е освободено, на когото се приписват както дизайнът, така и част от творението. В него има ликуващи херувими с гирлянди, женски фигури с рогове на изобилието, ангели, пеещи химни, и фигури с митри, надвесени косо от прозореца.
От горното ниво орнаментите стават определено по-трезви, приложени през следващите десетилетия, след като Амадео напуска строителната площадка. Над галерията от арки, със статуи на учениците на Амадео, Бриоско и Таманино, има голям окулус в центъра, увенчан с тимпан, а отстрани прозорци с колони, увенчани с люнети. Тук пластичната орнаментика отстъпва място на гладки плочи с прости геометрични мотиви. Дребната скулптурна украса продължава по върховете, от които са построени само страничните, оставяйки централната част недовършена след последната намеса на Кристофоро Ломбардо през втората половина на XVI век.
Порталът е дело на сътрудничеството между Джовани Антонио Амадео и неговия ученик Бенедето Бриоско (1501) и се характеризира със сдвоени колони и барелефи с историите на Чертога. В централния люнет две двойки картезианци отдават почит на Богородица с Младенеца. В колосалния антаблеман класически триножници се редуват с тонда с ангели. По-долу една много дребна и крехка украса разказва епизоди от историята на Чертога и живота на светци сред лозови листа, като Свети Сир и Свети Амвросий, дело на Стефано и Батиста да Сесто.
Скрита от масива на фасадата, в южния трансепт, има и малка камбанария, построена през 1690 г. и оборудвана с три камбани, датиращи съответно от 1691, 1692 и 1816 г.

### Интериор
Живописната декорация на интериора първоначално е поверена от 1488 г. на Амброджо да Фосано, известен като Бергоньоне (1453 – 1523), ломбардски творец, който проектира стенописната украса и девет олтара, от които само три са все още на място. Много от страничните параклиси всъщност са реновирани през следващите векове. Контрафасадата е изографисана през 1679 г. от Джузепе и Джовани Батиста Прокачини с Успение Богородично и фигури на светци, сибили и ангели.
- Централен кораб
- Трансепт
- Куполът със стенописи на Пиетро Сори и Алесандро Казолани (1599 г.).
- Бергоньоне, Херцог Джан Галеацо Висконти дарява Чертога на Мадоната
- Портал на сакристията с портрети на херцозите на Милано.
- Бергоньоне, Коронация на Богородица между Франческо Сфорца, Лудовико Мавъра и светците Фортунато, Джорджо и Пиетро да Верона (апсиден басейн), отдолу олтар от Джовани Батиста Креспи.

#### Странични параклиси
Първият параклис вляво е в бароков стил, реновиран от приора Тимотео Барофио между 1602 и 1614 г. Олтарът с Магдалена в краката на Христос е от родения в Парма Джузепе Перони (1757), докато стенописната украса е от Федерико Бианки, ученик на Ерколе Прокачини Млади (1663 г.). Олтарът е направен от лумачела или египетски гранит, докато основите и капителите са излети от бронз от Анибале Буска през 1613 г., а предната част от полускъпоценни камъни и полихромни мрамори е дело на Андреа и Карло Саки. Умивалникът, изваян от Мантегаца, и стъклописът от де Мотис, автори на много от прочутите стъклописи на Миланската катедрала, са от XV век.
Във втория параклис се съхранява известният полиптих от Пиетро Перуджино, поръчан му от херцог Лудовико Сфорца „Мавъра“ през 1496 г. Развива се в два регистъра: в горната част Вечният Отец, а в долната – трите панела със св. Архангел Михаил, Поклонението пред Младенеца и св. Рафаил и Тобиас. Само Вечният отец е оригинален на Перуджино; долните панели са дадени на Националната галерия в Лондон през 1856 г. За да заменят двата панела, разпръснати отстрани на Вечния отец, в горната част са вмъкнати двата панела с Отците на Църквата от Бергоньоне, създадени за друг полиптих на чертога, впоследствие разчленен. Предната част на олтара, от полускъпоценни камъни и полихромен мрамор, е дело на Томазо Орсолино през 1648 г. В параклиса се пази реликва от дървото на Господния кръст.
Третият параклис, посветен на Свети Йоан Кръстител, на когото е посветен цикълът от стенописи на генуезеца Джован Батиста Карлоне, характеризиращ се с ярки цветове, монументални архитектурни настройки и свежо и реалистично представяне на фигурите, докато олтарът от френски мрамор е създаден от Томазо Орсолино около 1650 г.
Четвъртият параклис първоначално е бил посветен на Свети Бенедикт, но през 1641 г. е възстановен и преосветен на Свети Йосиф и Тримата влъхви. Олтарът, снабден с алабастрови колони и построен между 1637 и 1643 г., запазва предна част с Клането на невинните – творба на Диониджи Бусола от 1677 г., докато олтарната картина от кремонския художник Пиетро Мартире Нери (1640 – 1641) изобразява Поклонение на влъхвите. Параклисът съхранява две фрески: Мадоната с Младенеца и Свети Йеролам от Бергоньоне.
В петия параклис, олтарът от Франческо Кайро (вмъкнат в богат бароков олтар от алабастър и полихромен мрамор), представлява Света Катерина Сиенска заедно с нейната съименница Света Катерина Александрийска. Параклисът е осветен от голям прозорец със стъклопис, създаден около 1485 г. от анонимен ломбардски майстор въз основа на рисунка на Винченцо Фопа, изобразяваща Света Катерина Александрийска.
В шестия параклис се помещава един от най-големите живописни шедьоври на комплекса, Олтарната картина на свети Амвросий (1490) от Бергоньоне, свещен разговор между милански светци. Картината показва много високо техническо качество, с прецизно представяне на скъпоценните детайли на одеждите, които разкриват особената бергоньонска интерпретация на маниера на фламандците и на Антонело да Месина, докато йератичното спокойствие на Свети Амвросий все още изглежда по маниер на Фопа. Предната част от карарски мрамор – дело на Джузепе Рузнати от 1695 г., изобразява битката при Парабиаго.
Последният параклис вляво е изцяло бароков, където оживените сцени са дело на Йохан Кристофор Сторер. Картината с Богородица на молитвената броеница е шедьовър на миланския бароков майстор Морацоне – художник в служба на кардинал Федерико Боромео, който създава произведение на изтънчена елегантност в деликатните тонове, удължените форми и сладките изражения на героите. Олтарът, изработен от полихромен мрамор и полускъпоценни камъни, е дело на Томазо Орсолино между 1614 и 1621 г., докато предната част с Поклонението на влъхвите е дело на Джовани Батиста Маестри от 1675 г.
Във втория параклис се помещава друг ренесансов шедьовър, поръчан от херцог Лудовико Сфорца на ученик на Пинтурикио, свидетелство за желанието му да обогати наследството на чертога с произведения на най-известните италиански майстори от онова време. Полиптихът е подписан от Макрино д'Алба на долния централен панел и датира от 1496 г. Той показва дълбоката класическа култура на автора във възкръсналия Христос, проектиран върху класически статуетни модели и в римската архитектура на фона на двата странични светци (Септизоний, Термите на Диоклециан, Кулата на милицията), в златния фриз на червен фон на стъпалото на престола на Богородица, който произлиза от модел на Domus Aurea. Двата панела на Бергоньоне с четиримата евангелисти, добавени по-късно, показват дълбоко реалистичното представяне на темите, актуализирано спрямо новите перспективи и илюзионизма на Донато Браманте. Олтарът, изработен от полихромен мрамор, запазва лицева част, направена от Томазо Орсолино.
- Винченцо Фопа, Благовещение Богородично, ок. 1475 – 1480 г.
- Бергоньоне, Олтарен образ със св. Амвросий (1490)
- Перуджино, Благославящия Бог Отец, киматий от Полиптиха на Павийския чертог (1496).
- Основният олтар
- Бартоломео да Поли, детайл от инкрустиран дървен хор (1486 – 1497)
- Бергоньоне, Олтарна картина със св. Сир (1490 – 1491).

Трябва да се отбележат олтарната картина със Свети Сир (1491) в петия параклис и Разпятието (1490 г.) в четвъртия от Бергоньоне.
В шестия параклис вдясно се намират Мадоната с Младенеца и Св. св. Петър и Павел – бароков шедьовър на Гуерчино. По-долу възхитителната предна част на олтара показва фантазия с архитектура, гирлянди от цветя и птици със страхотен хроматичен ефект. Творбата, opus sectile от скъпоценни мрамори и полускъпоценни камъни, е дело на мраморния творец Карло Батиста Саки. В центъра украсата става изобилна около висящия медальон с папския герб, състоящ се от тиарата и ключовете на Свети Петър. Това е един от най-забележителните фронтали на чертога, създаден през 1688 г.
Седмият параклис вдясно е преустроен от приора Андреа Питорио между 1614 и 1621 г., предният олтар от мрамор от Карара, изобразяващ Поклонението на овчарите, е изпълнен от Диониджи Бусола през 1675 г., докато стаята е осветена от голям стъклописан прозорец, създаден от анонимен ломбардски майстор въз основа на карикатура на Винченцо Фопа между 1475 и 1480 г. и изобразяващ Благовещение, вмъкната в перспективна едикула, украсена с гербове на Висконти-Сфорца.

#### Презвитерий
Главният олтар се намира вътре в презвитерия и не се използва за религиозни чествания, които се провеждат в централния кораб, пред портата. Корабът на презвитерия е затворен от погледа на вярващите, както в монашеската и картезианската традиция по-специално, чрез преграда, направена през XVII век и украсена с барокови статуи от генуезкия скулптор Томазо Орсолино.
По периметъра до апсидата презвитерият е изцяло зает от седалките, запазени за празнуващото духовенство, и с цикъл от стенописи от бароковия период.
Големият резбован дървен хор е ренесансова инкрустация, поръчана от Лудовико Сфорца „Мавъра“. Той е забележителен както от гледна точка на инкрустацията, така и за качеството на рисунките, от които са взети инкрустациите, вероятно произведени на същите художници, създали живописните декорации като Бергоньоне и Дзенале. 42-те творби за задната част на олтара изобразяват светци или библейски герои, всеки от които показва архитектурни или природни сценарии зад тях със сложни и въображаеми конструкции в ренесансов стил. Изпълнението е поверено от херцога през 1486 г. на Бартоломео де Поли от Модена, вече работил в двора на Мантуа, и е завършено от кремонския инкрустатор Панталеоне де Марки, навреме за освещаването на църквата през 1497 г.
Докато сводът все още включва стенописи от епохата на Ренесанса, огромният цикъл от стенописи, който покрива стените на презвитерия, е поръчан през 1630 г. на Даниеле Креспи – художник от Академия Амброзиана, който току-що е завършил стенописите в Чертога в Гареняно. Това е съставен цикъл със сцени, взети от Новия завет, от агиографиите на картезиански светци и други светци, умело вмъкнати в готическата архитектура чрез сложна система от декоративни квадратури, които рамкират големи свещени сцени и по-малки панели с изолирани фигури на евангелисти, отци на Църквата, пророци, сибили, светци и блажени картезианци. В най-новите си творби Креспи показва, че постепенно се отделя от течението, все още потопено в Маниеризма, в което е бил обучен, към Класицизма от произхода на Анибале Карачи.
Големият главен олтар е увенчан от колосален киворий под формата на централно планиран храм с голям купол, изграден от карарски мрамор, с вложки от полихромен мрамор и скъпоценни камъни като лапис лазули, карнелиан, яспис и оникс, и бронзови покрития. Създадена е през 1568 г. по поръчка на приора на чертога Дамиано Лонгоне за скулптора Амброджо Волпи да Казале. Малкият храм на този олтар е в стил Браманте: Фредерико Брамбила е автор на бронзовите врати, сицилианецът Анджело Марини – на 13-те бронзови статуетки, Волпино – на ангелите, обграждащи палиума, в центъра на който има кръгъл барелеф (Пиета) с изключително фина изработка. Олтарният кръст, канделабърът и големият свещник (висок 2,03 метра) са от Анибале Фонтана. По стените отстрани на олтара има много фини барелефи от Стефано да Сесто отляво и от Биаджо да Вайроне отдясно. Под един от тези барелефи има панел с имитация на Тайната вечеря на Леонардо да Винчи. Рисуваният стъклопис в апсидата (Успение Богородично) вероятно е по проект на Бергоньоне. Древният олтар на майстор от Кампионе д'Италия е пренесен през 1567 г. в енорийската църква „Сан Мартино“ в Карпиано, където стои и до днес.

#### Трансепт
Фреските, които украсяват стените и сводовете на трансепта, се дело на Бергоньоне, подпомаган от група неизвестни майстори, включително много младия Бернардо Дзенале. В тези творби се откроява силният отпечатък на Донато Браманте, в баланса на пропорциите и точността на перспективите. В дясната апсида на трансепта е фреската с Джан Галеацо Висконти, представяща модела на Чертога на Богородица, между Филипо Мария Висконти, Галеацо Мария Сфорца и Джан Галеацо Сфорца, изпълнена между 1490 и 1495 г.; фреската на апсидата отляво представлява Коронясването на Мария между Франческо Сфорца и Лудовико Мавъра, с която Лудовико иска да отпразнува собственото си династично наследство, постигнато не без противоречия след смъртта на неговия племенник Джан Галеацо Сфорца.
Двата олтара, обърнати един към друг в двата срещуположни края на трансепта, са барокови шедьоври на Джовани Батиста Креспи, известен като Черано, Мадоната и св. св. Карл и Хюг от Гренобъл са от 1617 – 1618 г., а Мадоната и св. Брунон е завършена от Герардини.
Декоративната лента от гризайл, която минава по целия цокъл на трансепта, включва фигури на светци, пророци и монаси-картезианци, нарисувани монохромно, които гледат от кръгли кръгове, създадени в перспектива от различни художници в началото на XVI век. Гледащи от слепите прозорци отгоре са двама картезиански монаси, изобразени със забележително илюзионистично умение от Якопино Де Мотис, произхождащ от семейство на художници-стъклописци и историци, работещи в Ломбардия през XV век. Вместо това двата люнета с Мадоната на килима и Ecce Homo, в изключително изискани архитектурни рамки, са от Бергоньоне.
В трансепта е запазен стъклописът, създаден от Якопино де Мотис през последната четвърт на XV век, изобразяващ Св. Геролам, поставен срещу този, създаден от анонимен ломбардски майстор върху рисунка на Винченцо Фопа между 1479 и 1485 г., изобразяващ сцената на Рождество Христово, който за съжаление претърпява известна загуба на гризайл.
Куполът е изрисуван през 1599 г. от Пиетро Сори и Алесандро Казолани с фигурите на Бог Отец с Агнеца и царете на Апокалипсиса.

#### Умивалник на монасите
В дясното рамо на трансепта монументалната врата за достъп до умивалникът на монасите е дело на учениците на Джовани Антонио Амадео. По-горе заслужават внимание женските профили с характерните прически за епохата на Ренесанса. Монументалният умивалник е скулптурен шедьовър, поръчан през 1488 г. от Алберто Мафиоли да Карара, въпреки че критиците също признават намесата на Мантегаца, и е завършен през 1490 г. Над него, с изтънчена украса с растителни мотиви, е урнообразната цистерна, от която тече водата. Венецът е двойка делфини и бюст, чиято тема се обсъжда. Големият барелеф в люнета представя Христос, който мие нозете на апостолите. Цялото е оградено от голяма триумфална арка, украсена с Благовещение.
- Джовани Кристофоро Романо, Гроб на Джан Галеацо Висконти
- Кристофоро Солари, Кенотаф на Лудовико Мавъра и на Беатриче д'Есте
- Бернардо Луини, Мадона (1516)
- Бергоньоне, Мадона
- Пиер Франческо Мацукели, олтарна картина с Мадоната на молитвената броеница (1617).
- Нова сакристия, на олтара олтарна картина с Благовещение от Андреа Солари (1524) е на купола стенописи от Пиетро Сори (1599)

#### Погребален паметник на Джан Галеацо Висконти
От дясната страна на трансепта е гробницата на основателя на чертога Джан Галеацо Висконти, първият херцог на Милано, който в завещанието си нарежда тялото му да бъде погребано там, а сърцето му да бъде запазено в базиликата „Сан Микеле Маджоре“ в Павия. От завещанието му от 1397 г. става ясно, че той е искал конен паметник, много подобен на този на чичо му Бернабо (когото е свалил), който да бъде разположен на главната ос на църквата, с гробниците вдясно на потомците му от първата му съпруга Изабела дьо Валоа, а вляво – на тези от втората – Катерина Висконти. Когато строителството на паметника започва в края на XV век, разпоредбите на Джан Галеацо не са уважени. Паметникът е поръчан от херцог Лудовико Мавъра през 1492 г. на Джан Кристофоро Романо – уважаван скулптор, работещ в дворовете на Мантуа и Ферара. Тя е извършена в сътрудничество с Бенедето Бриоско, който прави статуята на Богородица с Младенеца в центъра, и е завършена едва през 1562 г. от Бернардино да Новате, отговорен за саркофага на земята и за двете статуи на добродетелта, които го ограждат, сега от маниеристично естество, отнесени от някои към проект на Галеацо Алеси. Творбата е структурирана на две нива и е изцяло покрита с фини декорации с класически мотиви, които напомнят работата на скулпторите, ангажирани през същите години по фасадата на храма. В долния регистър, под кръгли арки, има саркофаг, увенчан от легнала статуя на починалия според обичая на времето. Горният регистър, с нишата с стоящата Богородица от Бриоско в центъра, има барелефни панели навсякъде, които разказват живота на Висконти.
През 1889 г. гробът му е отворен и костите му, заедно с костите на първата му съпруга Изабела (които пристигат в чертога от църквата „Сан Франческо“ в Павия едва през 1510 г.), са изследвани от Джовани Дзоя, професор по анатомия в Павийския университет. От анализите, наред с други данни, които се появяват, е установено, че първият херцог на Милано е бил много висок според стандартите на времето: приблизително 1,86 метра, докато кичур от косата му потвърждава, че косата му е била руса, клоняща към червено. Също така са открити фрагмент от погребалния воал и графитиран керамичен цилиндричен съд, носещ герба на Висконти, днес съхраняван в Градските музеи на Павия.

#### Погребален паметник на Лудовико Мавъра и Беатриче д'Есте
В лявата част на трансепта са легналите статуи на херцога на Милано Лудовико Сфорца Мавъра и на съпругата му Беатриче д’Есте – дело на ренесансовия скулптор Кристофоро Солари. Самият Лудовико поръчва изпълнението им след смъртта на съпругата му през 1497 г. Скулптурите са били предназначени да бъдат поставени в галерията на миланската църква „Санта Мария деле Грацие“, поръчана от херцога на Донато Браманте. Въпреки това, поради падането на Лудовико през 1499 г., надгробният паметник остава недовършен. Въпреки че няма повече следи от основната част, през 1564 г. произведението е закупено от Олдрато Лампуняни и е донесено в чертога. Едва в края на XIX век е построена основата от Лука Белтрами, поставяйки капака върху саркофаг от червен мрамор. Гробниците винаги са били неизползвани, тъй като Лудовико е заловен от французите след падането на Миланското херцогство и умира във Франция; той е погребан в църквата на доминиканските отци в Тараскон, а Беатриче – в църквата на доминиканските отци „Санта Мария деле Грацие“ в Милано.

#### Нова сакристия
Достъпът до нея е в края на десния трансепт и е украсен през бароковия период. Първоначално помещението, построено през 1425 г., е приютявало капитула и библиотеката на манастира и едва в края на XVI век е превърнато в сакристия. Голямата единична правоъгълна зала е изписана през 1600 г. от сиенския художник Пиетро Сори, който, черпейки вдъхновение от Сикстинската капела на Микеланджело Буонароти, покрива големия свод с библейски епизоди, монументални фигури на пророци в ниши и грациозни херувими, въртящи се в люнетите. В сравнение с римския модел обаче работата на Сори предава радост и лекота на зрителя чрез използването на живи и ясни хроматични съглашения и чрез пищността на декорациите и сцените. Дървените шкафове са забележителни резбарски произведения, украсени със статуетки, приписвани на Анибале Фонтана. На олтара триптихът Успение Богородично е от Андреа Соларио – един от най-големите представители на школата на Леонардо да Винчи, която процъфтява в Милано след заминаването на Леонардо. Както съобщава Джорджо Вазари, при смъртта на Соларио (1524 г.) триптихът все още не е бил завършен, което принуждава отците на чертога да накарат Бернардино Кампи да завърши работата през 1576 г.

### Стъклописи, златарство, декоративни изкуства
В чертога се намира и важен (и малко проучен) корпус от 13 стъклописа, създадени върху рисунки от майстори, активни през XV век в Ломбардия, като Дзането Бугато, Винченцо Фопа, Бергоньоне, Якопиноде Мотис, Стефано да Пандино и Ханс Виц.
Главният олтар, датиращ от края на XVI век, е инкрустиран с бронз и различни по качество мрамор и полускъпоценни камъни, създадени от различни художници, включително Кристофоро Солари.

#### Триптих от слонова кост „Ембриаки“
В старата сакристия има триптих от слонова кост и зъб на хипопотам, дело на флорентинеца Балдасар ди Симоне ди Алиото, принадлежащ на семейство Ембриаки (Балдасаре дели Емрбиаки), дарение от Джан Галеацо Висконти; създаден е през първото десетилетие на XV век като олтарна картина за главния олтар, където остава до средата на XVI век. Произведението, шедьовър на дърворезбата в късноготически стил, е с размери 2,45 метра в основата за максимална височина, отнасяща се до страничните върхове, от 2,54 метра. Съставен е от миниатюрни композиции и е украсен с малки скинии със статуи на светци вътре; в централното отделение има 26 пана, илюстриращи легендата за Тримата влъхви според апокрифните евангелия; в дясното и лявото отделения 36 барелефа (18 от всяка страна) разказват епизодите от живота на Христос и Богородица. В средния ръб, вътре в кръгъл кръг, поддържан от ангели, доминира Вечният Отец в ангелска слава, докато основата на триптиха представя пиета, оградена от 14 едикули с 14 украсени статуи на светци. Има и два външни полигонални стълба, съставени от 40 малки табернакула, украсени със статуетки.
Триптихът е откраднат от манастира през август 1984 г. и възстановен през октомври 1985 г. Подложен е на реставрация през годините между 1986 и 1989 г. в Централния институт за реставрация.
- Антонио да Пандино, Свети Михаил, 1470.
- Балдасаре дели Ембриаки, Триптих „Ембриаки“ (1400 – 1409)
- Малък клоатър
- Детайл от Малкия клоатър
- Умивалникът на Малкия клоатър (ок. 1450 – 1475)
- Голям клоатър
- Детайл от Големия клоатър
- Отавио Семино, Тайната вечеря (трапезария).
- Миниатюра на един от хоровете на чертога, 2-ра пол. на XVI век

Има и произведения на бронзова скулптура, като свещника от Анибале Фонтана и портата, която разделя църквата на монасите от тази на вярващите (XVII век).

### Клоатъри

#### Малък клоатър
Портал, украсен отвътре със скулптури, създадени от братята Кристофоро и Антонио Мантегаца и отвън от Джовани Антонио Амадео, води от църквата до Малкия клоатър, в центъра на който има градина. Той е бил мястото, където се е провеждала голяма част от общностния живот на отците: той свързва със своите портици среди като църквата, сградата на капитула, библиотеката и трапезарията. От него може да се видят страната и трансептът на църквата, с шпиловете, лоджиите в „неоромански“ стил и фенерът. Някога всички покриви са били покрити с мед, иззета по време на Наполеоновите войни за направата на оръдия. Клоатърът е частично пуснат в експлоатация още през 1402 г., но неговата украса е завършена едва между 1451 г. и 60-те г. На портала за достъп до него е подписът на Джовани Антонио Амадео от Павия. Теракотените орнаменти, които покриват тънките мраморни колони, са създадени от кремонския майстор Риналдо Де Стаурис през 1466 г., който в сътрудничество с братята Мантегаца създава и тези на големия манастир през 1478 г. Някои от арките, украсени с фрески от Даниеле Креспи, днес са частично нечетливи.
Вътре в клоатъра има умивалник от камък и теракота с изображение на Самарянката при кладенеца (трета четвърт на XV век).

#### Библиотека
От основаването си монасите разполагат с библиотека, включваща богослужебни текстове, необходими за ежедневните чествания, както и други на научна и хуманистична тематика. Първата библиотека е създадена между 1426 и 1427 г.. В края на XVI век стаите ѝ са използвани като сакристия и представляват новата сакристия на църквата, а библиотеката е преместена на сегашното ѝ място, разположено от по-малката страна на малката обител, където преди това се е намирал манастирският лазарет. Библиотеката заедно с библиотеката на Висконти-Сфорца в замъка в Павия, съхраняват сърцето на династична памет на Висконти, като се има предвид, че съдържат кодексите, в които са записани родословията (дори митичните) на Висконти, писмата и бревиарият на Джан Галеацо Висконти и ръкописите с текстовете, съставени от Антонио Лоски и Пиетро да Кастелето по случай погребението на първия херцог на Милано. Библиотеката е създадена от приора Матео Валерио през първата половина на XVII век, който също я обогатява със светски текстове и ръкописи. През 1782 г., със закриването на чертога, тя е частично разделена между Националната библиотека в Милано „Брайденсе“ и Университетската библиотека в Павия, въпреки че някои томове са разпръснати. По-специално, отново през 1782 г., 13-те колосални хорали с миниатюри от Еванджелиста дела Кроче, Бенедето да Кортереджа от Бергамо, валломброзиански монах от манастира „Сан Ланфранко“ и Гуарнерио Берета, датиращи от XVI век, с текстове и музика на песните на месите, подредени според последователността на литургичната година. През 1796 г. хоралите са реквизирани от французите и са прехвърлени в Париж, където остават до 1815 г., и едва с падането на Наполеон успяват да се върнат в Брайденсе, където остават до 1883 г., когато по искане на Карло Маджента са върнати в чертога.

#### Голям клоатър
Големият клоатър, създаден от същите художници, участващи в създаването на малкия, е с размери приблизително 125 метра дълъг и 100 метра широк. Първоначално е имал 23 килии. Структурните интервенции през 1514 г. увеличават техния брой, който достига до 36. Днес 24 килии или къщи – домовете на монасите гледат към големия клоатър, всяка от които се състои от три стаи и градина. До входа на килиите, обозначен с букви от азбуката, има малък отвор, в който монахът е получавал ежедневната си храна през делничните дни, когато му е било предписано усамотение. За обществени трапези, разрешени само на празници, са се събирали в трапезарията. Огромният портик със 122 арки е построен от Гуинифорте Солари между 1463 и 1472 г., въпреки че декоративните теракоти са завършени едва около 1480 г. Колоните на арките, украсени със сложни теракотени пръстени, кръгли кръгове и статуи на светци, пророци и ангели, са последователно направени от бял мрамор и розов мрамор от Верона. Въпреки това картините с пророци и други фигури, някога украсявали манастира, за които е платено на Винченцо Фопа през 1463 г., са изчезнали. Вътрешно голямата поляна намеква за пустинята, тоест за пространството на медитация в отшелничеството. До XVIII век в североизточния ъгъл на поляната на манастира е имало заграждение за гробовете на монасите. Големият клоатър е оборудван с голям механичен часовник, датиращ от 1731 г. и с две камбани (съответно от 1772 г. и 1844 г.). Главният квадрант гледа към клоатъра, но благодарение на система от свързващи пръти е свързан с други два квадранта, единият разположен в Клоатъра за усамотение, а другият в бившата зала на Капитула.

### Зеленчукова градина и рибарник
Зад Големия клоатър има зеленчукова градина, изрязана от ортогонални дъски, и морава с голям рибарник, ограден с гранит с елегантни стъпала, водещи надолу към басейна. Първоначално това огромно пространство е било покрито с лозя, свързани помежду си с алеи, покрити с дълги перголи (асма), предназначени за перспектива. От многобройните перголи днес е оцеляла само тази, която пресича района от изток на запад, датираща от втората половина на XV век. Тази пергола свързва Големия клоатър с рибарника и е направена с дорийски гранитни колони, поддържащи хоризонтални греди. Различни водни пътища (Роджа Гранде, Роджа Бареджа и Роджа Бекария) минават около стената на манастира и също се разклоняват вътре, за да захранват различни резервоари до големия рибарник. Отграничителната стена на чертога е украсена в ъглите с множество рисувани едикули, някои от тях дело на Амброджо да Фосано.

### Трапезария
Тя е сред първите помещения, построени и в първите години на строежа, и е използвана като църква, представлявайки много голяма правоъгълна зала. На западната стена на залата има малка фреска, най-старата в манастира, в късноготически стил, изобразяваща Мадоната с Младенеца от Дзаватари. Сегментираният свод представя най-старата украса, която включва Мадоната с Младенеца и пророци в люнетите, приписвани на Амброджо да Фосано, докато в центъра е лъчезарното слънце – емблема на династията Висконти. Мраморният амвон е изваян в началото на XVI век с класическата арка и балюстрадата със статуи. От него са били правени четения по време на хранене. По-късна е фреската Тайната вечеря (1567), дело на Отавио Семино.
- Франческо Мария Рикини, Херцогски дворец (1625), седалище на Музея на Павийския чертог
- Гипсотека
- Студиоло, ок. 1550 – 1580 г.
- Винченцо Кампи, Прикования Христос на кръста (1575).
- Бернардино Луини, Св. Мартин (1520 – 1522)
- Анонимен ломбардец, Mадоната с Младенеца, 2-ра пол. на XV век
- Джовани Мауро дела Ровере, Славата на св. Брун
- Бернардино Луини, Св. Амвросий (детайл), 1520 – 1522 г.
- Бартоломео Монтаня, Мадоната с Младенеца на трон със св. Йоан Кръстител и св. Геролам, и ангели музиканти, ок. 1490 г.

### Музей на Павийския чертог
Древната Foresteria, построена между 1616 и 1667 г. от камък от Анджера, е известна също като Херцогски дворец и е дело на Франческо Мария Рикино. Вътре музеят, посветен на произведенията на изкуството на манастира, е създаден от архитекта Лука Белтрами в началото на ХХ век. Включва галерия с гипсови отливки, в която се помещават гипсови копия на различни скулптури и предмети на Висконти. В допълнение към наличието на отливки и скулптурни фрагменти от Чертогза има и зали с фрески (като Студиоло и Ораторият на приора) и картини на Винченцо Кампи (прекрасната Христос, прикован на кръста), Бернардино Кампи, Бартоломео Монтаня, Бергоньоне, Бернардино Луини.
В задната част на църквата висока оградна стена ограничава земята, където се отглеждат лечебни билки. В това пространство, зад апсидата, има и голямо украсено мраморно езерце, което в миналото е било използвано от монасите за отглеждане на сладководна риба и за запазване на уловената в околните канали.